# Gruta da Santinha
A Gruta da Santinha é uma gruta portuguesa localizada na freguesia de São Bartolomeu, concelho de Angra do Heroísmo, ilha Terceira, arquipélago dos Açores.
Esta cavidade apresenta uma geomorfologia de origem vulcânica em forma de tubo de lava localizada em encosta e apresenta um comprimento de 15  m.